# Società Sportiva Ternana 1967-1968
Questa pagina raccoglie le informazioni riguardanti la Società Sportiva Ternana nelle competizioni ufficiali della stagione 1967-1968.

## Rosa
| N. |                   | Ruolo | Calciatore        |
| -- | ----------------- | ----- | ----------------- |
|    | Italia (bandiera) | A     | Paolo Bernasconi  |
|    | Italia (bandiera) | C     | Sergio Bonassin   |
|    | Italia (bandiera) | A     | Antonio Cardillo  |
|    | Italia (bandiera) | D     | Rinaldo Cavasin   |
|    | Italia (bandiera) | D     | Piero Favoriti    |
|    | Italia (bandiera) | C     | Raffaele Gallo    |
|    | Italia (bandiera) | P     | Primo Germano     |
|    | Italia (bandiera) | C     | Francesco Liguori |

| N. |                   | Ruolo | Calciatore         |
| -- | ----------------- | ----- | ------------------ |
|    | Italia (bandiera) | C     | Romano Marinai     |
|    | Italia (bandiera) | A     | Giovanni Meregalli |
|    | Italia (bandiera) | D     | Franco Nicolini    |
|    | Italia (bandiera) | D     | Paolo Pandrin      |
|    | Italia (bandiera) | A     | Romano Sciarretta  |
|    | Italia (bandiera) | D     | Gino Vecchi        |
|    | Italia (bandiera) | D     | Paolo Veronese     |
|    | Italia (bandiera) | D     | Giacomo Vianello   |